# La comèdia dels errors

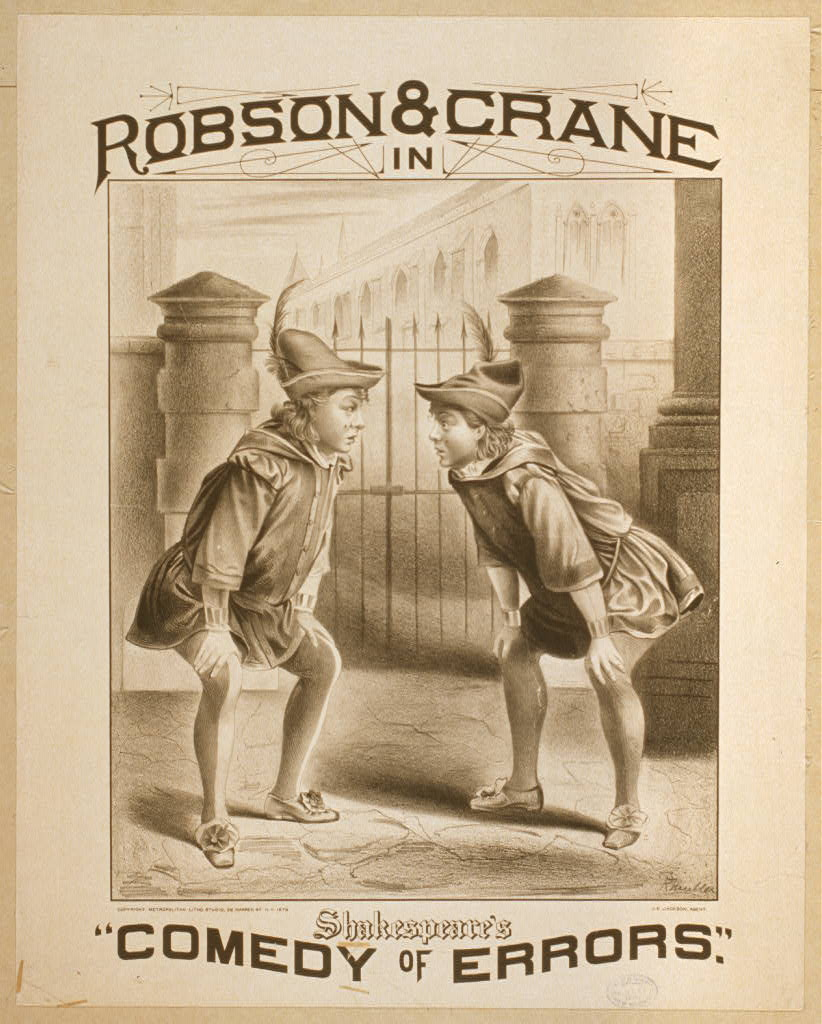
Pòster per la producció de 1879 al Teatre Broadway

La comèdia dels errors (The Comedy of Errors) és una comèdia de William Shakespeare escrita entre 1591 i 1592. Està basada en Menaechmi de Plaute i, exceptuant poemes i sonets, és l'obra més curta de l'autor. Els servents bessons procedeixen d'Amfitrió, també de Plaute.
La comèdia dels errors és l'obra més curta de Shakespeare. Segueix rigorosament les unitats de temps, lloc i acció assenyalades per Aristòtil en la seva poètica. També presenta els clàssics cinc actes (encara que aquesta divisió podria haver estat introduïda a l'edició del Foli) Els actes tenen 2, 2, 2, 4 i 1 escena, respectivament. Com a totes les comèdies posteriors, Shakespeare ja utilitza aquí el recurs dramàtic de donar a l'espectador informació sobre fets i situacions decisives que els personatges desconeixen.
En aquesta obra primerenca, Shakespeare es mostra encara vacil·lant en el vers i utilitza indistintament el vers blanc i els apariats en estrofes variades.

## Cronologia
La primera representació de la qual es té notícia és la que va tenir lloc al Gray's Inn el 28 de desembre de 1594. Es creu que l'obra havia estat escrita ja el 1590 pel que es tractaria de la primera obra dramàtica escrita per Shakespeare. No es coneix cap versió en quart encara que apareix llistada en el Palladis Tamia. La primera edició correspon al Primer Foli de 1623, on ocupa el cinquè lloc entre les comèdies.

## Traduccions catalanes
- 1944: La comèdia dels errors, traducció de Josep Maria de Sagarra
- 1986: La comèdia dels errors, traducció de Salvador Oliva